# Seznam panovníků Rjazaňského knížectví

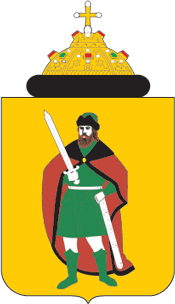
Znak Rjazaňského knížectví

Toto je seznam knížat a velkoknížat Rjazaňského knížectví s hlavním sídlem v Rjazani. Tito panovníci patřili k dynastii Rurikovců.

## Seznam knížat
- 1097–1129 Jaroslav Svjatoslavič;
- 1129–1143 Svjatoslav Jaroslavič (1145);
- 1143–1145 Rostislav Jaroslavič († 1155);
- 1145–1178 Gleb Rostislavič (nar. 1178);
- 1178–1207 Roman Glebovič (asi 1210);
- 1213–1217 Roman Igorevič (1217);
- 1217–1235 Ingvar Igorevič († 1235);
- 1235–1237 Jurij Igorevič († 1237);
- 1237–1252 Ingvar Ingvarevič († 1252);
- 1252–1258 Oleg Ingvarevič Rudý (1230–1258);
- 1258–1270 Roman Olegovič (1270), umučen Tatary a prohlášen za svatého;
- 1270–1294 Fjodor Romanovič († 1294), za jehož vlády Tataři dvakrát zpustošili Rjazaň a okolí;
- 1294–1299 Jaroslav Romanovič († 1299), který byl poražen v bitvě s moskevským knížetem Daniilem Alexandrovičem a zabit v zajetí;
- 1299–1301 Konstantin Romanovič († 1305);
- 1301–1308 Vasilij Konstantinovič, zabit v roce 1308 na území Hordy;
- 1308–1327 Ivan Jaroslavič, který bojoval proti Juriji Danilovičovi a byl v roce 1327 zavražděn Tatary;
- 1327–1342 Ivan II. Ivanovič Krotopol (nar. 1343), který se zúčastnil tažení Ivana Kality protiNovgorodu (1333), v roce 1342 byl Tatary vypuzen z Rjazaně.
- 1342–1344 Jaroslav Alexandrovič († 1344);
- 1344–1350 Vasilij Alexandrovič (1350);
- 1350–1371 Oleg II. Ivanovič (nar. 1402);
- 1371–1372 Vladimir Jaroslavič (1372);
- 1372–1402 Oleg Ivanovič (nar. 1402);
- 1402–1427 Fjodor Olegovič († 1427);
- 1427–1456 Ivan III. Fjodorovič (1456);
- 1456–1483 Vasilij Ivanovič Tretnoj (nar. 1483);
- 1483–1500 Ivan IV. Vasiljevič (1500);
- 1500–1516 Ivan V. Ivanovič (1496–1534).